# Wonsheim
Wonsheim ist eine Ortsgemeinde im Landkreis Alzey-Worms in Rheinland-Pfalz. Sie gehört der Verbandsgemeinde Wöllstein an.

## Geographie
Die Weinbaugemeinde Wonsheim liegt im größten Weinbau treibenden Landkreis Deutschlands und mitten im Weinbaugebiet Rheinhessen und dessen Landschaftsschutz- und Naherholungsgebiet Rheinhessische Schweiz. Die nächstgelegene größere Stadt ist Bad Kreuznach (ca. 10 Kilometer nordwestlich).
Durch Wonsheim fließt der Dunzelbach.

## Geschichte
Erstmals wurde der Ort am 10. Juni 800 in einer Schenkungsurkunde an das Kloster Fulda als Vuanesheim urkundlich erwähnt.
Infolge der Koalitionskriege gehörte Wonsheim von 1798 bis 1814 zu Frankreich, nach dem Wiener Kongress (1815) zur neugebildeten Provinz Rheinhessen des Großherzogtums Hessen(-Darmstadt), das nach der Novemberrevolution 1918 in den Volksstaat Hessen überging.
Nach dem Zweiten Weltkrieg wurde Wonsheim innerhalb der französischen Besatzungszone Teil des 1946 neu gebildeten Landes Rheinland-Pfalz.

## Politik

### Gemeinderat
Der Gemeinderat in Wonsheim besteht aus zwölf Ratsmitgliedern, die bei der Kommunalwahl am 9. Juni 2024 in einer Mehrheitswahl gewählt wurden, und dem ehrenamtlichen Ortsbürgermeister als Vorsitzendem. Bis zur Wahl 2019 wurden die Ratsmitglieder in einer personalisierten Verhältniswahl gewählt, da jeweils zwei Wahlvorschläge eingereicht wurden.
Die Sitzverteilung im Gemeinderat:
| Wahl | SPD               | FWG               | Gesamt   |
| ---- | ----------------- | ----------------- | -------- |
| 2024 | per Mehrheitswahl | per Mehrheitswahl | 12 Sitze |
| 2019 | 3                 | 9                 | 12 Sitze |
| 2014 | 3                 | 9                 | 12 Sitze |
| 2009 | 3                 | 9                 | 12 Sitze |
| 2004 | 3                 | 9                 | 12 Sitze |

- FWG = 2019 Wählergruppe Emrich, davor Wählergruppe Haas

### Bürgermeister
Ortsbürgermeister ist Jochen Emrich. Bei der Direktwahl am 26. Mai 2019 wurde er mit einem Stimmenanteil von 84,29 % gewählt und damit Nachfolger von Rudolf Haas, der nach 20 Jahren im Amt nicht mehr kandidiert hatte. Bei der Direktwahl am 9. Juni 2024 wurde er als einziger Bewerber mit 78,6 % für weitere fünf Jahre in seinem Amt bestätigt.

### Wappen
| Wappen von Wonsheim | Blasonierung: „Durch eine goldene Spitze geteilt; rechts von Silber und Blau gerautet, links in Schwarz ein rotbewehrter, -gezungter und -gekrönter goldener Löwe, in der Spitze ein mit Edelsteinen besetzter roter Reichsapfel.“ |
| Wappen von Wonsheim | |

## Kultur und Sehenswürdigkeiten

### Bauwerke
- Evangelische Lambertuskirche mit romanischem Chorturm, Orgel der Gebrüder Carl und Franz-Heinrich Stumm (1818)
- Katholische Heilig-Kreuz-Kirche
- Rathaus

Siehe auch: Liste der Kulturdenkmäler in Wonsheim

## Wirtschaft und Infrastruktur

### Verkehr
Wonsheim liegt in der Nähe der Autobahnen A 61 und A 63.

## Besonderheiten
Obwohl das Forsthaus Jägerlust auf der Gemarkung von Wonsheim liegt, lautet dessen Postadresse: 67808 Mörsfeld.

## Persönlichkeiten

### Söhne und Töchter der Gemeinde
- Casimir Conradi (* 19. September 1784 in Wonsheim; † 21. August 1849 in Dexheim) war ein vom Idealismus (Junghegelianismus) beeinflusster Pfarrer und theologisch-philosophischer Schriftsteller.
- Heinrich Bechtolsheimer (* 29. Oktober 1868 in Wonsheim; † 18. Mai 1950 in Hannover) war ein deutscher Pfarrer und Schriftsteller.

### Persönlichkeiten, die vor Ort gewirkt haben
- Britta Näpel (* 1966), Paralympics-Siegerin 2008 im Dressurreiten, lebt in Wonsheim.